# Stefan Bozjkov
Stefan Bozjilov Bozjkov (Bulgaars: Стефан Божилов Божков) (Sofia, 20 september 1923 - aldaar, 1 februari 2014) was een Bulgaars voetballer en voetbalcoach. Hij heeft gespeeld bij CSKA Sofia, SK Kladno en Sportist Sofia.

## Loopbaan
Bozjkov maakte zijn debuut in Bulgarije in 1948. Hij heeft 53 wedstrijden gespeeld en hij heeft 4 doelpunten gescoord. Hij maakte deel uit van de selectie voor het voetbaltoernooi op de Olympische Zomerspelen 1956, waar Bulgarije een brons medaille won.
Hij was later trainer van Bulgarije. Hij deed met zijn selectie mee bij Wereldkampioenschap 1970. Hij won ook een Zilveren medaille op de Olympische Zomerspelen 1968.
Bozjkov overleed op 1 februari 2014

## Erelijst

### Als een speler
- Olympische Zomerspelen 1956 : 1956 (Brons)

### Als een coach
- Olympische spelen : 1968 (zilver)